# Heðin Hansen
Heðin Hansen (30 de julio de 1993) es un futbolista feroés que juega en la demarcación de centrocampista para el Havnar Bóltfelag de la Primera División de las Islas Feroe.

## Selección nacional
Tras haber sido internacional con Islas Feroe en categorías inferiores, el 7 de octubre de 2020 debutó con la selección absoluta en un amistoso ante Dinamarca que venció el combinado danés por 4-0 tras los goles de Andreas Skov Olsen, Christian Eriksen, Joakim Mæhle y Andreas Cornelius.

## Clubes
| Club                      | País        | Año       | Partidos | Goles |
| ------------------------- | ----------- | --------- | -------- | ----- |
| Víkingur Gøta             | Islas Feroe | 2011-2017 | 133      | 15    |
| Havnar Bóltfelag (cedido) | Islas Feroe | 2017      | 15       | 2     |
| Víkingur Gøta             | Islas Feroe | 2017-2020 | 64       | 13    |
| Havnar Bóltfelag          | Islas Feroe | 2020-     | 56       | 2     |